# Úlfhéðinn Gunnarsson
Úlfhéðinn lögfræðingur Gunnarsson (Ulfedhin, 1070-1116) fue un lagman (lögsögumaður) de Viðimýri, Skagafjörður en Islandia. Es uno de los personajes históricos que Ari fróði presenta en su Íslendingabók; también se le menciona en la saga Sturlunga, y la saga de Hænsna-Þóris.
Era hijo de Gunnar Þorgrímsson hinn spaki que fue también lagman en dos ocasiones. Úlfhéðinn fue elegido en su cargo en el althing de 1108 hasta su muerte en 1116. Casó con Ragnhildur Hallsdóttir que era descendiente directa del colono Höfða-Þórður Bjarnason, de esa relación nacieron dos hijos que también desempeñarían en cargo de lögsögumaður: Hrafn y Gunnar Úlfhéðinsson. Úlfhéðinn partió la isla en cuatro juridiscciones, cada una de ellas poseía tres cortes para procesar las demandas, excepto el norte que poseía una cuarta corte, una especie de tribunal supremo de apelaciones.